# Великий Бобрик
Вели́кий Бо́брик — село в Україні, у Верхньосироватській сільській громаді Сумського району Сумської області. Населення за переписом 2001 р. становило 1516 чол. До 2017 орган місцевого самоврядування — Великобобрицька сільська рада.
Після ліквідації Краснопільського району 19 липня 2020 року село увійшло до Сумського району.

## Географія
Село Великий Бобрик знаходиться на правому березі річки Бобрик, вище за течією на відстані 0,5 км розташовані село Юсупівка і Малий Бобрик, нижче за течією на відстані в 5,5 км розташоване село Стінка (Сумський район), на протилежному березі — селище Кам'яне. На річці велика гребля. До села примикає великий лісовий масив (дуб).

## Історія
Слов'янське поселення на місці села Великий Бобрик існувало щонайменше з VIII ст. (сіверяни).
Сучасне поселення засновано 1676 року.
За даними на 1864 рік у власницькому селі Сумського повіту Харківської губернії мешкало 1935 осіб (915 чоловічої статі та 1020 — жіночої), налічувалось 126 дворових господарств, існували православна церква, поштова станція, цукровий, цегельний та селітряний заводи, відбувалось 4 щорічних ярмарки.
Станом на 1914 рік село було центром Великобобрицької волості, кількість мешканців зросла до 4320 осіб.
Нищівного удару селу завдали колективізація та голодомор. Радянською владою була знищена значна частина населення. Важким випробуванням стала і Друга світова війна. Населення села швидко зменшується багато десятиріч поспіль.

### Вулиці
- Бурти
- Гайдуки
- Гайдуки Малі
- Грузія
- Займа Нова
- Займа Стара
- Залізняцька
- Єремина
- Курган
- Однобоківка
- Пеньки
- Пирогова
- Підлєсівка
- Руська (в деяких документах помилково зазначається "Російська")
- Садова
- Сумська
- Черепівка

## Історичні пам'ятки
- У селі є Вознесенська церква, освячена у 1851 р.
- Неподалік знаходиться православна святиня - урочище "Образ" .

## Відомі люди
В поселенні народилися:
- Каширін Борис Михайлович (1920—1992) — радянський театральний актор.
- Маркін Михайло Семенович (1899—1986) — український радянський партійний діяч, депутат Верховної Ради УРСР 3—5-го скликань.
- Смирнов Віктор Павлович (1927—1999) — токар-розточувальник цеху № 1 Сумського науково-виробничого об'єднання «Насосенергомаш», Герой Соціалістичної Праці.
- Верещагіна Алла Романівна- заслужений діяч мистецтв України